# Gérard Desanghere
Gérard Desanghere ou De Sanghere est un footballeur international belge né le 16 novembre 1947 à Dixmude (Belgique) et mort le 17 avril 2018 à Jette (Belgique).

## Biographie
Gérard Desanghere a évolué comme arrière-central au RWD Molenbeek où il a joué 176 matches officiels en six saisons. En 1975, il est Champion de Belgique avec le RWDM.
Il a aussi été international le 18 novembre 1973, pour un match de qualification pour la Coupe du monde: Pays-Bas-Belgique, 0-0.

## Palmarès
- International A belge en 1973 (1 sélection)
- Champion de Belgique en 1975 avec le RWD Molenbeek